# Anchonastus caudatus
Anchonastus caudatus là một loài nhện trong họ Sparassidae.
Loài này thuộc chi Anchonastus. Anchonastus caudatus được Eugène Simon miêu tả năm 1898.